# Gunung Aluebaru
Gunung Aluebaru är ett berg i Indonesien.   Det ligger i provinsen Aceh, i den västra delen av landet, 1 600 km nordväst om huvudstaden Jakarta. Toppen på Gunung Aluebaru är 1 586 meter över havet, eller 197 meter över den omgivande terrängen. Bredden vid basen är 2,7 km.
Terrängen runt Gunung Aluebaru är kuperad.Runt Gunung Aluebaru är det ganska glesbefolkat, med 47 invånare per kvadratkilometer. I omgivningarna runt Gunung Aluebaru växer i huvudsak städsegrön lövskog.